# Felicena dirpha
Felicena dirpha är en fjärilsart som beskrevs av Jean Baptiste Boisduval 1832. Felicena dirpha ingår i släktet Felicena och familjen tjockhuvuden. Inga underarter finns listade i Catalogue of Life.